# Paracymoriza yuennanensis
Paracymoriza yuennanensis là một loài bướm đêm trong họ Crambidae.